# جگ جگوار
جگ جگوار (انگلیسی: Jagjaguwar) یک شرکت ضبط مستقل آمریکایی مستقر در بلومینگتون، ایندیانا، با دفاتر در نیویورک، لس آنجلس، شیکاگو، آستین، لندن، پاریس، آمستردام، و برلین است. جگ جگوار برچسبی است که در گروه مخفیانه گنجانده شده‌است که شامل شرکت پخش مخفیانه کانادایی و اقیانوس‌های مرده نیز می‌شود. گروه مخفیانه شامل سه شرکت ضبط و همچنین یک ناشر موسیقی معروف به انتشار مخفیانه است که به نمایندگی از هنرمندان، نویسندگان، فیلمسازان، تهیه‌کنندگان و کمدین‌ها می‌باشد.